# Adams (cràter marcià)
Adams és un cràter d'impacte del planeta Mart al sud-est del cràter Achar i al nord-est del cràter Ajon, a 30.8° nord i 163° est. L'impacte va causar un clot de 95 quilòmetres de diàmetre. El nom va ser aprovat l'any 1973 en honor de l'astrònom nord-americà Walter S. Adams (1876-1956).